# Condado de Jimera de Líbar
El Condado de Jimera de Líbar es un título nobiliario español creado por el rey Carlos II el 14 de febrero de 1684 a favor del capitán de infantería Esteban Chilton-Fantoni y González de Albelda, I señor de Jimena de Libar, de La Fuensanta y La Asperilla, gobernador de la plaza y regidor perpetuo de Cádiz, diputado de sanidad de Murcia y Orihuela, familiar del Santo Oficio y caballero de la Orden de Calatrava. Su nombre se refiere al municipio andaluz de Jimera de Líbar, en la provincia de Málaga. Fue concedido con el vizcondado previo de Almendralejo.

## Aclaración
Esteban Chilton-Fantoni (olim Fantoni) I conde de Jimera de LIbar, portó dicho nombre en calidad de sucesor de su padre homónimo Esteban Chilton-Fantoni (nacido Santos Fantoni) en los dos mayorazgos de las familias Chilton y Fantoni fundados en Cádiz (el primero de ellos con obligación de portar el nombre del fundador, Esteban Chilton, junto a las armas del mismo, según consta en el enterramiento del primer conde en la iglesia del convento de San Francisco, a pesar de su descendencia del mismo por línea femenina).Fue además patrono del fideicomiso familiar de los Fantoni en la ciudad de Florencia, de cuya república fue patricio hereditario por pertenencia al linaje de los Fantoni por línea de varonía.La extinción de la descendencia del primer conde traspasó la línea sucesoria del título a la descendencia de su tío abuelo Francisco Fantoni, según estipuló el propio primer conde en su testamento, misma que siempre mantuvo el uso simplificado del apellido Fantoni (por no descender del mayorazgo de Esteban Chilton en Cádiz), quedando desde entonces desvinculados ambos apellidos y mayorazgos.

## Condes de Jimera de Líbar
- Esteban Chilton-Fantoni y González de Albelda, I conde de Jimera de Líbar, señor de La Fuensanta y La Asperilla.

1. Casó con María González de Abelda y Fantoni. Le sucedió su hijo:

- Esteban Chilton-Fantoni y González de Albelda, II conde de Jimera de Líbar, señor de La Fuensanta y La Asperilla.

1. Casó con María Clara López de Morla y Villavicencio. Le sucedió su hija:

- Estefanía Chilton-Fantoni y López de Morla, III condesa de Jimera de Líbar, señor de La Fuensanta y La Asperilla.

1. Casó con Felipe Lasarte y López de Morla. Le sucedió su hijo:

- Esteban Chilton-Fantoni Lasarte, IV conde de Jimera de Líbar, señor de La Fuensanta y La Asperilla. Soltero, sin descendientes. Le sucedió su pariente:

- Rafael Fantoni y Pérez de Vivar, V conde de Jimera de Líbar (legítimo sucesor de la línea dispuesta por el primer conde en su testamento en caso de faltar descendencia del mismo).

1. Casó con Josefa de Soto-Avilés y Cabrera. Le sucedió su hijo:

- Juan José Fantoni y Soto-Avilés, VI conde de Jimera de Líbar.

1. Casó con María Luisa Pérez del Pulgar y Fernández de Córdoba. Le sucedió su hijo:

- Rafael Fantoni y Pérez del Pulgar, VII conde de Jimera de Líbar.

1. Casó con María Francisca de Paula de Castro.
2. María de las Angústias de Valdivia Zayas y Fernández de Córdoba. Le sucedió, por rehabilitación, su sobrina:

Rehabilitado por el rey Alfonso XIII en 1925 por:
- María de la Consolación Fantoni y de los Ríos, VIII condesa de Jimera de Líbar.

1. Casó con Salvador Guardiola y Sunyer. Le sucedió en 1961 su nieto:

- Juan Guardiola y Soto (n. en 1936), IX conde de Jimera de Líbar.

1. Casó con María Luisa Pascual del Pobil Moreno. Le sucedió, en 2009, su hijo:

- Juan Guardiola Pascual del Pobil (n. en 1965), X conde de Jimera de Líbar.